# Ceinae
La sottofamiglia dei Ceinae Bouček, 1961, è un piccolo raggruppamento di insetti della famiglia degli Pteromalidi (Hymenoptera: Chalcidoidea) comprendente specie parassitoidi.
Gli Pteromalidi di questa sottofamiglia sono di piccole dimensioni, con corpo non più lungo di 1,5 mm, di colore metallico. Il capo ha antenne lunghe e sottili, composte da 13 articoli con tre anelli, inserite molto in basso. Le ali sono spesso ridotte.
Si tratta di parassitoidi che si sviluppano a spese di larve fillominatrici di Ditteri Agromyzidae e Drosophilidae.
Nella sottofamiglia sono comprese 15 specie distribuite in tre generi.